# Pehr Christian Rettig
Pehr Christian Rettig, född 18 juli 1788 i Ringkøbing, Danmark, död 12 december 1862 i Gävle, var en svensk bruksägare och företagare i Gävle på 1800-talet. 
Under en resa till London kom Rettig i kontakt med sjökaptenen Carl Brelin från Gävle, vilken föreslog ett kompanjonskap. Gävle saknade tobaksindustri, Brelin hade kapital och Rettig produktkunskap. De grundade 1809 tobaksfabriken P. C. Rettig & Co, vars produkter blev välkända tämligen snabbt. Genom sitt giftermål och med hjälp av ackumulerade vinstmedel kom även Rettig att bli kapitalstark och kunde 1826 lösa ut kompanjonens arvingar. Tillverkningen ökade starkt under 1830- och 1840-talen och företaget var 1836–37 näst störst och 1838–42 nummer tre bland landets tobaksfabriker. Det mest kända varumärket var piptobaken Gefle Vapen, som tack vare en rad i Runebergs dikt Fänrik Stål blev mycket efterfrågad i Finland, där en filialfabrik anlagts i Åbo 1845. Rettig drev även tobaksfabrikation i Göteborg 1821–36.
Rettig inköpte senast 1830 Kilafors bruk i Hanebo, Gävle, och bedrev från 1837 rederirörelse. Han arrenderade 1837–47 det norra varvet i Gävle och från 1847 det södra. Han kallades "den rike Rettig" (von Dardel) och efterlämnade en stor förmögenhet – enligt bouppteckningen 269 560 riksdaler, Kilafors bruk ej inräknat. Den grund han lagt som företagare kom att väsentligt utvecklas av hans söner.

## Familj
Pehr Christian Rettig var son till Stephanus Cyrillus Rettig (1750–1828), som var tobaksmästare från Hamburg och drev en snusfabrik i Karlskrona.
Pehr Christian Rettig var gift första gången 1810 med Betty Catharina Jäderholm (1783–1844) och andra gången 1845 med Lovisa Charlotta född Fahnehielm (1816–1873) dotter till Fredrik Wilhelm Fahnehielm i hans gifte med Anna Charlotta Bedoire.
Pehr Christian Rettig var far till riksdagsmännen Carl Anton Rettig och Robert Rettig, samt farfar till riksdagsmannen John Rettig och kommerserådet Fredric von Rettig.

## Utmärkelser
- Riddare av Nordstjärneorden[4]
- Riddare av Vasaorden[4]

[Redigera Wikidata]